# کاموف-۱۳۷
کاموف-۱۳۷ (به انگلیسی: Kamov Ka-137) یک بالگرد ساختِ کارخانهٔ کاموف در کشور روسیه است. این بالگرد برای نخستین بار در ۱۹۹۸ میلادی مورد استفاده قرار گرفت.